# Donald H. Hewitt
Pour les articles homonymes, voir Hewitt.
Donald H. Hewitt est un scénariste et traducteur américain, spécialiste de l'adaptation anglophone de anime japonais, notamment ceux du Studio Ghibli. Il collabore avec sa femme Cindy Davis Hewitt.

## Filmographie

### Cinéma
Scénario anglophone
- 1995 : Si tu tends l'oreille
- 2002 : Le Royaume des chats

Adaptation anglophone
- 1984 : Nausicaä de la vallée du vent
- 1988 : Mon voisin Totoro
- 1992 : Porco Rosso
- 1994 : Pompoko
- 2001 : Le Voyage de Chihiro
- 2004 : Le Château ambulant

## Distinctions
Récompenses
- Science Fiction and Fantasy Writers of America :
  - Prix Nebula du meilleur scénario 2007 (Le Château ambulant)

Nominations
- Saturn Award :
  - Saturn Award du meilleur scénario 2003 (Le Voyage de Chihiro)
- Annie Award :
  - Meilleur scénario au cinéma 2006 (Le Château ambulant)
- Prix Hugo :
  - Meilleur film 2003 (Le Voyage de Chihiro)
- Science Fiction and Fantasy Writers of America :
  - Prix Nebula du meilleur scénario 2001 (Le Voyage de Chihiro)